# Olivia Giacobetti
Pour les articles homonymes, voir Giacobetti.
Olivia Giacobetti, née le 9 avril 1966 à Boulogne-Billancourt, est une parfumeuse française.

## Biographie
Fille du photographe et réalisateur Francis Giacobetti, elle se fait engager à 17 ans chez le parfumeur grassois Robertet. Sept ans plus tard elle crée sa propre société de composition de parfums, Iskia. Olivia Giacobetti a beaucoup travaillé pour des marques de parfums dites 'de niche', tels Diptyque, L'Artisan Parfumeur, Lubin, ou plus récemment pour la marque de niche bio Honoré des Prés.
On lui doit notamment l'introduction de la note 'figuier' en parfumerie. Elle a travaillé cet accord principal pour L'Artisan Parfumeur, mais également pour Diptyque.

## Parfums
- L'Eau de L'Artisan pour L'Artisan Parfumeur (1993)
- Premier Figuier pour L'Artisan Parfumeur (1994)
- Drôle de Rose pour L'Artisan Parfumeur (1995)
- Thé Pour Un été pour L'Artisan Parfumeur (1996)
- Philosykos pour Diptyque (1996)
- L’Eau du Fleuriste pour L'Artisan Parfumeur (1997)
- Navegar pour L'Artisan Parfumeur (1998)
- Hiris pour Hermès (1999)
- Ofrésia pour Diptyque (1999)
- Dzing ! Pour L'Artisan Parfumeur (1999)
- Passage d'Enfer pour L'Artisan Parfumeur (1999)
- En Passant pour les Éditions de parfums Frédéric Malle (2000)
- Tea for Two pour L'Artisan Parfumeur (2000)
- Thé des Sables pour L'Artisan Parfumeur (2001)
- Un Bouquet en mai pour L'Artisan Parfumeur (2001)
- Andrée Putman Préparation Parfumée (2001)
- Safran Troublant pour L'Artisan Parfumeur (2002)
- L'Ether pour Iunx (2003)
- Iunx pour Shiseido (2003-2004)
- L'Eau Argentine pour Iunx (2004)
- L'Eau Baptiste pour Iunx (2004)
- L'Eau Juste pour Iunx (2004)
- L'Eau Blanche pour Iunx (2004)
- L'Eau Frappée pour Iunx (2004)
- L'Eau Interdite pour Iunx (2004)
- L'Eau Aztèque pour Iunx (2004)
- L'Eau Latine pour Iunx (2004)
- L'Eau Qui Pique pour Iunx (2004)
- L'Eau Sento pour Iunx (2004)
- Splash Forte pour Iunx (2004)
- Jour de Fête pour L'Artisan Parfumeur (2004)
- Costes (avec Rami Mekdachi)
- Eau Égyptienne pour Cinq Mondes (2005)
- Extrait de Songe pour L'Artisan Parfumeur (2005)
- Le Petit de Guerlain pour Guerlain (2005)
- Cher Michel Klein pour Michel Klein (2005)
- Candle pour Bottega Veneta
- Essence of John Galliano candle pour Diptyque
- Costes candle (Hôtel Costes)
- Idole de Lubin pour Lubin (2005/2006)
- Fou d'Absinthe pour L'Artisan Parfumeur (2006)
- Mandarine Tout Simplement pour L'Artisan Parfumeur (2006)
- Monsoon Season pour Lisa Simon (2006)
- Le b. pour agnès b. (2007)
- Rituel du Java, Indonésie pour Cinq Mondes (2007)
- Rituel du Kyoto, Japon pour Cinq Mondes(2007)
- Rituel du l'Atlas, Maroc pour Cinq Mondes (2007)
- Tilleul pour les Parfums d'Orsay (Reformulation)
- Chaman's Party pour Honoré des Prés (2008)
- Nu Green pour Honoré des Prés (2008)
- Sexy Angelic pour Honoré des Prés (2008)
- Bonté's Bloom pour Honoré des Prés (2008)
- Bois de Coton pour Parfums d'Orsay (2009)
- I Love les Carottes pour Honoré des Prés - NY Collection (2010)
- Love Coco pour Honoré des Prés - NY Collection (2010)
- Vamp à NY pour Honoré des Prés - NY Collection (2010)